# Lütjenwestedt
Lütjenwestedt település Németországban, Schleswig-Holstein tartományban. Lakosainak száma 545 fő (2023. december 31.).

## Népesség
A település népességének változása:
| Lakosok száma | 566  | 574  | 565  | 561  | 544  | 543  | 545  |
|               | 1975 | 2014 | 2017 | 2019 | 2021 | 2022 | 2023 |